# Granadilla de Abona (kommunhuvudort)
Granadilla de Abona är en kommunhuvudort i Spanien.   Den ligger i provinsen Provincia de Santa Cruz de Tenerife och regionen Kanarieöarna, i den sydvästra delen av landet, 1 800 km sydväst om huvudstaden Madrid. Granadilla de Abona ligger 634 meter över havet och antalet invånare är 39 993. Den ligger på ön Teneriffa.
Terrängen runt Granadilla de Abona är kuperad åt sydost, men åt nordväst är den bergig.Runt Granadilla de Abona är det ganska tätbefolkat, med 129 invånare per kvadratkilometer. Närmaste större samhälle är Arona, 10,5 km väster om Granadilla de Abona. Omgivningarna runt Granadilla de Abona är i huvudsak ett öppet busklandskap.